# Barcaújfalu
Barcaújfalu (románul Satu Nou, németül Neudorf) falu Romániában, Brassó megyében. Közigazgatásilag Höltövény községhez tartozik. Brassótól 21 km-re északnyugatra fekszik.

## Története
A mondák szerint, eredetileg Komlós nevezetű falu állt Barcaújfalu határában, melyet felégettek az első tatárjárás idején, melyről fennmaradtak a "Faluhely" és "Tatárpatak" nevű helyek. (L.M. megjegyzése)
1366-ban és 1404-ben Newdorf néven jelentkezik a forrásokban. 1414-ben és 1917-ben Újfalu formában fordul elő. (c.Suciu: Dicționar istoric) 1404-ben a falu lakatlan az előző századi tatárbetörések következtében.
1462-ben Brassónak adományozzák. Ekkor épül fel temploma is, mint Brassó leányegyháza. A templom tornya 1786-ban épült, harangja nagyon régi. Magyar lakosai többségében evangélikusok.
A reformáció előtti tiszta katolikus falu a reformáció idején lutheránus lesz, templomával együtt. A változások érdekessége, hogy lakói bár magyarok, akik Erdélyben mindenütt másutt vagy reformátusok vagy unitáriusok lettek, Újfalu a lutheránus vallásnál állapodott meg, mert a szász lutheránus Brassó birtoka volt. Sőt kezdetben, 1632-től németül vezetik az egyházközösség jegyzőkönyveit szász papok. Míg 1693-ban többségben magyar családnevek szerepelnek az okiratokban, később vegyesek szász nevekkel, és német lesz az istentisztelet nyelve is.
Az 1780-as évektől a hívek követelik, hogy anyanyelvükön szóljon hozzájuk a pap, így Gödri János 1788-tól már magyarul végzi a szertartásokat. (Orbán Balázs:i.m.VI413).- Lestyán Ferenc:Megszentelt kövek).
1992-ben 1033 lakosából 623 magyar. A helyi cigányok, bár javarészt az ortodox egyház követői, magyar anyanyelvűek.

## Híres emberek
- 1751-től haláláig, 1781-ig itt volt lelkész Andreas Czirner.
- Itt született 1937. október 15-én Soós Jenő matematikai kutató, egyetemi oktató.
- Itt született 1946. április 17-én Fazakas Tibor erdélyi magyar grafikus.